# Сексуальные фантазии

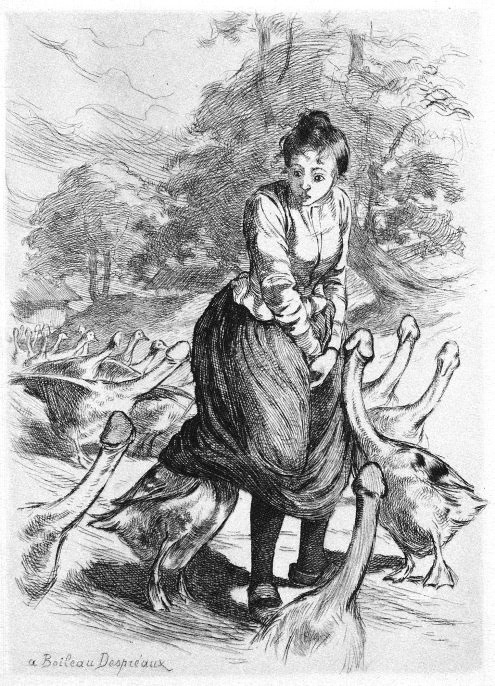
Мартин ван Маэле, иллюстрация к La Grande Danse macabre des vifs, 1905

Сексуальные (эротические) фантазии (или фантазмы) — воображаемые сцены, мысли или целые истории, возникающие в голове человека в результате полового возбуждения или его вызывающие, что может спровоцировать половой акт с партнёром или без него (мастурбация) и привести к оргазму (как в результате полового акта, так и без него).

## Описание
Эротические фантазии свойственны в равной степени как мужчинам, так и женщинам, и могут возникать у человека задолго до его полового созревания (как в сознательной форме, так и в форме снов). В некоторых случаях (не только в подростковый период) эротические фантазии с сопровождающей их мастурбацией представляют собой полноценную половую жизнь, которую нельзя назвать ненормальной. Богатство и разнообразие эротических фантазий зависит исключительно от сексуальных потребностей и воображения человека и, представляя собой его сугубо внутренний мир и фундаментальную свободу, не могут подлежать никакой моральной оценке извне до тех пор, пока не выходят за рамки сознания, не имеют связи с реальными действиями и конкретными людьми. Эротические фантазии могут быть результатом как положительного, так и отрицательного опыта человека, находиться от него в зависимости и влиять на его будущий сексуальный опыт. Эротические фантазии играют важную роль в половой жизни человека, но их дефицит, чувство вины, связанное с ними или воспрепятствование им могут послужить причиной расстройства половых функций[уточнить].

### Статьи
- Aylwin, A. Scott; Reddon, John R.; Burke, Andrew R. (2005), Sexual Fantasies of Adolescent Male Sex Offenders in Residential Treatment: A Descriptive Study, Archives of Sexual Behavior, 34 (2): 231–239, doi:10.1007/s10508-005-1800-3, PMID 15803256
- Birnbaum, Gurit E. (2007), Beyond the borders of reality: Attachment orientations and sexual fantasies, Personal Relationships[англ.], 14 (2): 321–342, doi:10.1111/j.1475-6811.2007.00157.x
- Bhugra, Dinesh; Rahman, Qazi; Bhintade, Rahul (2006), Sexual fantasy in gay men in India: a comparison with heterosexual mean, Sexual and Relationship Therapy[англ.], 21 (2): 197–207, doi:10.1080/14681990600554207
- Carlson, Earl R.; Coleman, Catherine Elaine Havelock (1977), Experiential and motivational determinants of the richness of an induced sexual fantasy, Journal of Personality[англ.], 45 (4): 528–542, doi:10.1111/j.1467-6494.1977.tb00169.x, PMID 592084
- Ellis, Bruce J.; Symons, Donald (1990), Sex Differences in Sexual Fantasy: an Evolutionary Psychological Approach, The Journal of Sex Research[англ.], 27 (4): 527–555, doi:10.1080/00224499009551579, JSTOR 3812772
- Heiman, Julia R. (1977), A Psychophysiological Exploration of Sexual Arousal Patterns in Females and Males, Psychophysiology[англ.], 14 (3): 266–274, doi:10.1111/j.1469-8986.1977.tb01173.x, PMID 854556
- Joyal, Christian C (2015), Defining "Normophilic" and "Paraphilic" Sexual Fantasies in a Population‐Based Sample: On the Importance of Considering Subgroups., Sexual Medicine, Epub ahead of print: 1–10, doi:10.1002/sm2.96
- Joyal, Christian C; Cossette; Amélie; Lapierre; Vanessa (2015), What exactly is an unusual sexual fantasy ? (PDF), Journal of Sexual Medicine[англ.], 12 (2): 328–340, doi:10.1111/jsm.12734
- Knox, Jean (2005), Sex, shame and the transcendent function: the function of fantasy in self development, Journal of Analytical Psychology, 50 (5): 617–639, doi:10.1111/j.0021-8774.2005.00561.x, PMID 16255728
- Leitenberg, Harold; Henning, Kris (1995), Sexual Fantasy, Psychological Bulletin[англ.], 117 (3): 469–496, doi:10.1037/0033-2909.117.3.469, PMID 7777650
- Mednick, Robert A. (1977), Gender-Specific Variances in Sexual Fantasy, Journal of Personality Assessment[англ.], 41 (3): 248–254, doi:10.1207/s15327752jpa4103_4, PMID 886421
- Nicholas, L.J. (2004), The Association Between Religiosity, Sexual Fantasy, Participation in Sexual Acts, Sexual Enjoyment, Exposure, and Reaction to Sexual Materials Among Black South Africans, Journal of Sex & Marital Therapy[англ.], 30 (1): 37–42, doi:10.1080/00926230490247264
- Smith, David; Over, Ray (1987), Male Sexual Arousal as a Function of the Content and the Vividness of Erotic Fantasy, Psychophysiology[англ.], 24 (3): 334–339, doi:10.1111/j.1469-8986.1987.tb00304.x, PMID 3602290
- Strassberg, Donald S.; Lockerd, Lisa K. (August 1998), Force in Women's Sexual Fantasies, Archives of Sexual Behavior, 27 (4): 403–415, doi:10.1023/A:1018740210472, ISSN 1573-2800, PMID 9681121

### Книги
- Fisher, Seymour (1989), Sexual Images of the Self: The Psychology of Erotic Sensations and Illusions (First ed.), Hillsdale, New Jersey: Lawrence Erlbaum Associates, Inc., ISBN 978-0-8058-0439-3
- Friday N.[англ.] (1998). Men In Love. New York: Delta Trade Paperbacks. ISBN 0-385-33342-0.
- Rathus, Spencer A.; Nevid, Jeffrey S.; Fichner-Rathus, Lois; Herold, Edward S.; McKenzie, Sue Wicks (2005), Human sexuality in a world of diversity (Second ed.), New Jersey, USA: Pearson Education[англ.], ISBN 978-0-205-40615-9
- Scott, Gini Graham (1994), The Power of Fantasy: Illusion and Eroticism in Everyday Life (First ed.), New York, New York: Carol Publishing Group, ISBN 978-1-55972-239-1
- Wilson, Glenn Daniel (1978), The secrets of sexual fantasy (First ed.), London, England: J.M. Dent & Sons Ltd.[англ.], ISBN 978-0-460-04309-0

### Авторефераты диссертаций
- Davidoff, Orion (2005), Social Influences As A Mediator Of Gender Differences In Sexual Fantasy, Sexual Desire, and Sexual Behavior, presented to the Department of Psychology of the University of South Carolina.
- Frostino, Andrea Taylor (August 2006), Guilt And Jealousy Associated With Sexual Fantasies Among Heterosexual Married Individuals, presented to the Faculty of the School of Human Service Professions, Widener University[англ.].
- Girolami, Lisa (August 2005), A Comparison Of The Content Of Sexual Fantasies Of Lesbian And Heterosexual Women, presented to the Department of Educational Psychology, Administration, and Counseling, California State University.